# Roberto Sipols
Roberto Sipols Hereschweriger, OFS (Bejuma, Carabobo, 3 de marzo de 1959) es un  sacerdote católico, escritor, profesor y presentador de televisión venezolano. Vicario General de la Arquidiócesis de Valencia (Venezuela).

## Biografía
Nació en la localidad venezolana de Bejuma, en el estado de Carabobo en 1959. A la edad de dieciséis años descubrió su vocación en la Renovación Carismática. Comienza los estudios de teología previos a su ordenación sacerdotal, primero en la localidad venezolana de Valencia, donde fue acogido por Luis Eduardo Henríquez Jiménez, arzobispo metropolitano de Valencia; después en Caracas, donde permanece bajo la jurisdicción de Jorge Liberato Urosa Savino; y tras otra estancia en la diócesis colombiana de Sonsón-Rionegro, donde fue acogido por Alfonso Uribe Jaramillo, concluyó sus estudios en la Archidiócesis de Toledo (España), donde permanece bajo los cuidados del cardenal Marcelo González Martín. Tras recibir la ordenación diaconal el 19 de diciembre de 1982, Luis Eduardo Henríquez, le ordenó sacerdote el 14 de agosto de 1983.
Su labor pastoral le ha llevado a ocupar diversos cargos: ha sido formador y superior del Seminario Mayor y párroco de cuatro comunidades; además de Vicario General de la Arquidiócesis de Valencia.
Sipols fundó el Servicio de Evangelización Anunciación del Señor (SEAS), y conduce desde 2012 el programa radiofónico “La Voz de Jesús”, y el programa televisivo “En familia”, que posteriormente se renombró como “La Voz de Jesús”,ministerio internacional de evangelización.
Inició su labor docente como profesor de Historia de Filosofía antigua, medieval, moderna y contemporánea; Marxismo e Historia de la iglesia en el Seminario Mayor Nuestra Señora del Socorro de Valencia durante dieciocho años.
Conferencista internacional y director de ejercicios espirituales a distintos presbiterios, órdenes y congregaciones de religiosos.
Fue Director de la Escuela de Teología para laicos “Mons. Luis Eduardo Henríquez”. Fundador y director de la Asociación Civil sin fines de lucro “La Voz de Jesús” dedicada a la evangelización.
El 14 de septiembre de 2021, Reinaldo del Prette Lissot, arzobispo metropolitano de Valencia lo consagró como Predicador ad gentes en la Catedral de Valencia (Venezuela), y desde entonces predica el Evangelio de Jesucristo dentro y fuera de Venezuela.